# Sheldon Riley
Sheldon Hernandez, känd under sitt artistnamn Sheldon Riley, född 14 mars 1999 i Sydney, är en australisk sångare. Han representerade Australien i Eurovision Song Contest 2022 i Turin med låten "Not the Same". 
Riley föddes i Sydney till en australisk mor och en filippinsk far. Han är uppvuxen i staden Gold Coast i delstaten Queensland.
Riley är öppet gay och från februari 2022 har han en pojkvän. Han fick diagnosen Aspergers syndrom vid sex års ålder.